# Alcippe davidi
La fulveta de David (Alcippe davidi) es una especie de ave paseriforme de la familia Pellorneidae endémica de las montañas del sur de China y norte de Vietnam.